# 高遠弘美
高遠 弘美（たかとお ひろみ、男性、1952年3月22日 - ）は、フランス文学者で翻訳家、明治大学商学部名誉教授。日本フランス語フランス文学会、日本比較文学会、中村真一郎の会、日本文芸家協会、各会員。 

## 人物
長野県生まれ。1974年早稲田大学文学部仏文科卒、1984年同大学院博士課程満期退学。
1990年、山梨県立女子短期大学国際教養科助教授。1999年、山梨県立女子短期大学国際教養科教授。2000年、明治大学商学部助教授。2002年、明治大学商学部教授。2022年定年退職、名誉教授。
マルセル・プルーストが専門だが、矢野峰人を敬愛し井村君江らと「矢野峰人選集」の編纂に当たった。ほかに、日本文学や美術に関するエッセーなども多数執筆している。また、ロミが執筆したものを中心にした「突飛なものの歴史・百科」的な書籍の翻訳を多数、担当している。
マルセル・プルースト『失われた時を求めて』の翻訳出版を、2010年9月より光文社古典新訳文庫（全14巻予定）で行っている。

## 著書
- 『乳いろの花の庭から エッセイ』ふらんす堂 1998
- 『プルースト研究 言葉の森のなかへ 論文集』駿河台出版社 1999
- 『七世竹本住大夫　限りなき藝の道』講談社 2013
- 『物語　パリの歴史』講談社現代新書 2020
- 『楽しみと日々　壺中天書架記』法政大学出版局 2024 - 電子書籍も刊

### 共編著
- 『世界のいまを知るために』駿河台出版社 1995
- 『矢野峰人選集 1 エッセイ・詩・訳詩』国書刊行会 2007 - 全3巻
- 『七世竹本住大夫　私が歩んだ90年』福田逸と聞き手、講談社 2015
- 『欧米の隅々 市河晴子紀行文集』素粒社 2022

### 翻訳
- ロミ『突飛なるものの歴史』作品社 1993
- ロミ『悪食大全』作品社 1995
- ロミ、ジャン・フェクサス『おなら大全』作品社 1997
- ロミ『乳房の神話学』青土社 1997／角川ソフィア文庫 2016
- ジャン・フェクサス『うんち大全』作品社 1998
- ジャン＝クロード・カリエール、G.ベシュテル『珍説愚説辞典』国書刊行会 2003
- ロミ、ジャン・フェクサス『でぶ大全』作品社 2005
- ドミニク・ノゲーズ『人生を完全にダメにするための11のレッスン』青土社 2005
- ドミニック・ラティ『お風呂の歴史』白水社・文庫クセジュ 2006
- マルセル・プルースト『消え去ったアルベルチーヌ』光文社古典新訳文庫 2008
- ポーリーヌ・レアージュ『完訳 Oの物語』学習研究社 2009
- ロミ『完全版　突飛なるものの歴史』平凡社 2010
- 「失われた時を求めて（1） 第一篇 スワン家のほうへⅠ」 光文社古典新訳文庫 2010.9
- 「失われた時を求めて（2） 第一篇 スワン家のほうへⅡ」 光文社古典新訳文庫 2011.12
- 「失われた時を求めて（3） 第二篇 花咲く乙女たちのかげにI」 光文社古典新訳文庫 2013.3
- 「失われた時を求めて（4） 第二篇 花咲く乙女たちのかげにⅡ」 光文社古典新訳文庫 2016.1
- 「失われた時を求めて（5） 第三篇 ゲルマントのほうⅠ」 光文社古典新訳文庫 2016.11
- 「失われた時を求めて（6） 第三篇 ゲルマントのほうⅡ」 光文社古典新訳文庫 2018.7
- ファニー・ピション『プルーストへの扉』白水社 2021.1
- 『トゥーサン版　ルバイヤート』フランツ・トゥーサン 編、国書刊行会 2024.2